# Thomas Welbourne
Thomas Welbourne, né dans le Yorkshire et mort à York le 1 août 1605 est un laïc martyr catholique anglais arrêté et exécuté sous le règne de Jacques Ier. 

## Biographie
Nous ne savons quasiment rien sur la vie et l'engagement religieux de Thomas Welbourne si ce n'est qu'il était enseignant et fervant catholique. Sous le règne de Jacques 1er alors très hostile aux catholiques il est arrêté et accusé d'activités missionnaires catholiques subversives sur le territoire anglais. Refusant de se conformer à la foi anglicane il est finalement exécuté pour félonie. Il est pendu. A la même période sont pendus pour les mêmes raisons John Fulthering et un dénommé William Brown, né dans le Northamptonshire exécuté le 5 septembre 1605 à Ripon pour activités missionnaires subversives sur le territoire anglais. 

## Vénération
Déclarés bienheureux par Pie XI en 1929, Thomas Welbourne, John Fulthering et William Brown appartiennent au groupe des Cent sept martyrs d'Angleterre et du pays de Galles béatifiés par ce dernier. Thomas Welbourne est fêté le 1 août. Quant à William Brown il est fêté le 5 septembre.